# Tapiwa Kumbuyani
Tapiwa Kumbuyani (Gweru, 8 de febrero de 1983-Gweru,12 de mayo de 2024) fue un futbolista zimbabuense que jugó en la posición de defensa.

## Carrera

### Club
| Periodo   | Club                 |
| --------- | -------------------- |
| 2003-2005 | Chapungu United FC   |
| 2006-2008 | Hwange FC            |
| 2009-2010 | Monomotapa United FC |
| 2011      | Blue Rangers FC      |
| 2011-2014 | CAPS United FC       |
| 2015-2016 | How Mine FC          |
| 2017      | Bantu Rovers FC      |
| 2018      | Chapungu United FC   |

### Selección nacional
Jugó para Zimbabue en siete ocasiones de 2011 a 2012 y su debut fue el 12 de agosto de 2011 en una victoria por 2-0 ante Zambia en Harare.

## Muerte
Kumbuyani murió de cáncer de hígado en Gweru el 12 de mayo de 2024 a los 41 años.